# Нейпперг, Эрвин фон
Эрвин фон Нейпперг (нем. Erwin Franz Ludwig Bernhard Ernst, Graf und Herr von Neipperg; 16 апреля 1813, Швайгерн — 2 марта 1897, там же) — австрийский фельдмаршал-лейтенант, австро-венгерский генерал от кавалерии.

## Биография
Сын Адама вон Нейпперга и графини Терезы Пола де Тревизо (нем. Theresa Gräfin Pola de Treviso).
Командовал союзной армией в битве при Ашаффенбурге.
В 1871 году получил чин генерала от кавалерии.
Дважды был женат:
1. Генриетта фон Вальдштайн (Henriette von Waldstein; 1823—1845)
2. Мария Роза фон Лобковиц (Maria Rosa von Lobkowitz; 1832—1905), сестра Георга Кристиана Лобковица

Во 2-м браке родились сын и две дочери:
- Рейнхард (1856–1919), депутат немецкого рейхстага, потомственный член верхней палаты Вюртембергского ландстага, жена -  графиня Габриэла Валленштейн (1857–1948), 7 детей.
- Анна Берта (1857–1932),  дворцовая дама, дама Ордена Звездного Креста, муж - князь Фердинанд Зденек Лобковиц (1858–1938), тайный советник, камергер, потомственный член Палаты лордов, член Чешского земельного собрания, кавалер ордена золотого руна, 10 детей
- Хедвига (1859–1916), дама ордена Звездного Креста, муж - Граф Франциск Ксавер фон Кенигсегг-Аулендорф (1858–1927), 2 дочери.